# Turtle Taxonomy Working Group
Il Turtle Taxonomy Working Group, in sigla TTWG, è un gruppo di lavoro informale della IUCN/SSC Tortoise and Freshwater Turtle Specialist Group (TFTSG). È composto da una serie di importanti tassonomisti specializzati nella tassonomia delle tartarughe, con una partecipazione variabile da parte di singoli partecipanti nel corso degli anni. Il TTWG ha istituito una lista di controllo annuale delle tartarughe viventi e recentemente estinte dal 2007, delibera sulle modifiche proposte alla tassonomia delle tartarughe e descrive la sua considerazione se accettare, rifiutare o sospendere l'adozione delle modifiche proposte in una serie di annotazioni alla lista di controllo. Versioni recenti della lista di controllo hanno incluso sinonimie primarie complete e citazioni a tutte le descrizioni originali dei taxa, così come lo stato CITES e Lista Rossa IUCN di ciascuna specie, se applicabile.